# Estatua de George Orwell
La estatua de George Orwell es una escultura dedicada al escritor británica inaugurada el 7 de noviembre de 2017 y obra del escultor Martin Jennings. Se ubica en el exterior de Broadcasting House, la sede de la BBC, en Londres.
La pared detrás de la estatua tiene inscritas las palabras de George Orwell «Si la libertad significa algo, significa el derecho a decirle a la gente lo que no quiere oír», de un prefacio no utilizado de Rebelión en la granja. El director de la historia de la BBC, Robert Seatter, dijo de Orwell y de la estatua que «supuestamente basó su famosa habitación 101 de 1984 en una habitación en la que había trabajado mientras trabajaba en la BBC, pero aquí estará al aire libre recordando a la gente el valor del periodismo para pedir cuentas a la autoridad».

## Creación
La estatua fue financiada por un fideicomiso establecido por el diputado laborista Ben Whitaker, con todos los fondos procedentes de donantes privados. Entre los donantes más destacados del fondo se encuentran Ian McEwan, Andrew Marr, Ken Follett, Rowan Atkinson, Neil y Glenys Kinnock, Tom Stoppard, David Hare y Michael Frayn. En 2012, la BBC había rechazado la oferta de la estatua, al parecer por la oposición del entonces director general, Mark Thompson. El proyecto se reactivó con el siguiente director general, Tony Hall. Whitaker murió en 2014 y el proyecto fue continuado por su esposa, Janet Whitaker.
Martin Jennings fue elegido como escultor porque Whitaker admiraba sus esculturas de John Betjeman en la estación de Saint Pancras y de Philip Larkin en Kingston upon Hull. Jennings dijo que Orwell era «… un tema ideal para un escultor: de altura imponente, flaco como un rastrillo, siempre [con] un pitillo en la mano, con el cuerpo inclinado para hacer un punto. Llevaba el tipo de ropa que podría haber pasado sus horas de descanso colgado de un clavo en el cobertizo de las macetas».

## Recepción
El crítico de arquitectura Gavin Stamp (bajo el seudónimo de "Piloti»), en Private Eye, otorgó a la estatua el «Premio Sir Hugh Casson al edificio nuevo más feo de 2017» [sic] - «si la escultura es elegible». Orwell «seguramente se merece algo mejor», escribió. «El gran hombre está representado sosteniendo un pitillo, vestido con un traje arrugado y de pie como un artista de music-hall a punto de soltar un chiste. El zócalo es patético… No hay ningún indicio de la ambivalente relación de Orwell con la BBC». Jennings señaló que «fumar era una parte tan importante de la identidad [de Orwell] que habría sido impensable no representarlo con un pitillo entre los dedos». El profesor Richard Keeble, entonces presidente de la Sociedad Orwell, respondió en la página de cartas de Private Eye que «el zócalo sobre el que se levanta la estatua parece encajar perfectamente con el edificio».
En el programa Front Row de la BBC Radio 4, la crítica Sarah Gaventa también cuestionó el uso de un zócalo para este "hombre del pueblo». Gaventa aprobó la escultura en sí. «Se ve que quiere entrar en la conversación y dar sus opiniones, muy honestas y directas. Es Orwell. ¿Quién más podría ser? Cuando miras el canon de la obra de Martin Jennings... se trata de gente valiente que habla claro. Estoy seguro de que se convertirá en una adición muy querida a la BBC». En BBC News, Jennings explicó su decisión de elevar la estatua: «Por supuesto que también se toman decisiones estéticas. Está contra un gran acantilado de un muro de piedra y hay que enmarcarla en ese espacio. No podía estar a nivel del suelo».
En 2018, la estatua le valió a Jennings el Premio Marsh de la Public Monuments and Sculpture Association a la Excelencia en la Escultura Pública. Esta fue la primera vez que el premio se otorgó al mismo escultor durante dos años consecutivos, ya que Jennings había ganado en 2017 con Women of Steel, un grupo escultórico de Sheffield. La propiedad de la estatua se transfirió a The Orwell Society en 2021.